# Alen Banovac
Alen Banovac (ur. 29 lipca 1988 w Splicie) – chorwacki wioślarz.

## Osiągnięcia
- Mistrzostwa Świata Juniorów – Brandenburg 2005 – dwójka bez sternika – 8. miejsce[1].
- Mistrzostwa Świata Juniorów – Amsterdam 2006 – ósemka – 7. miejsce[1].
- Mistrzostwa Świata U-23 – Glasgow 2007 – czwórka bez sternika – 8. miejsce[1].
- Mistrzostwa Świata – Monachium 2007 – ósemka – 14. miejsce[1].
- Mistrzostwa Europy – Ateny 2008 – ósemka – 5. miejsce[1].
- Mistrzostwa Świata – Poznań 2009 – czwórka bez sternika – 6. miejsce (tylko w półfinałach A/B)[1].